# St. Ludwig (Darmstadt)

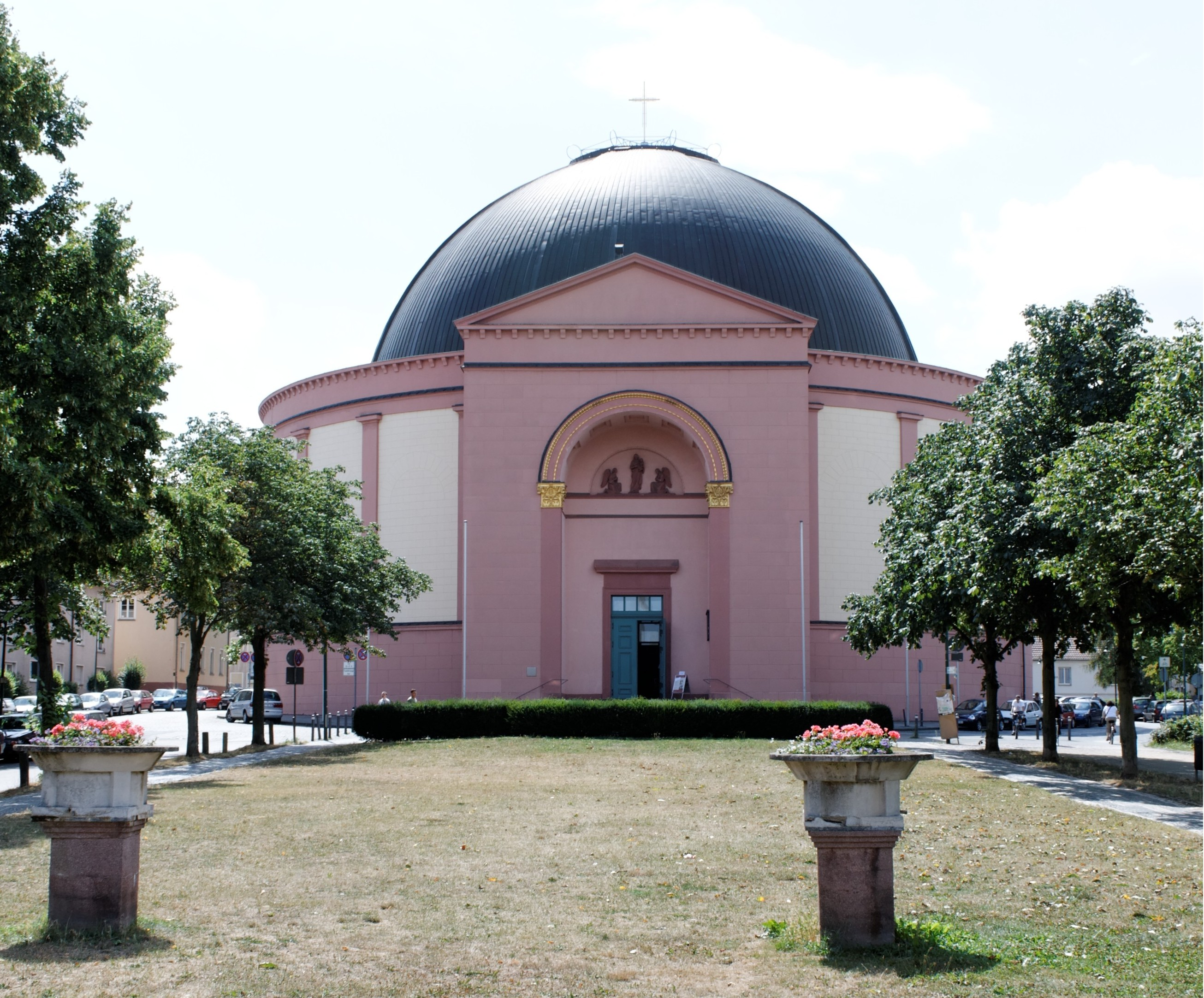
St. Ludwig (2008)

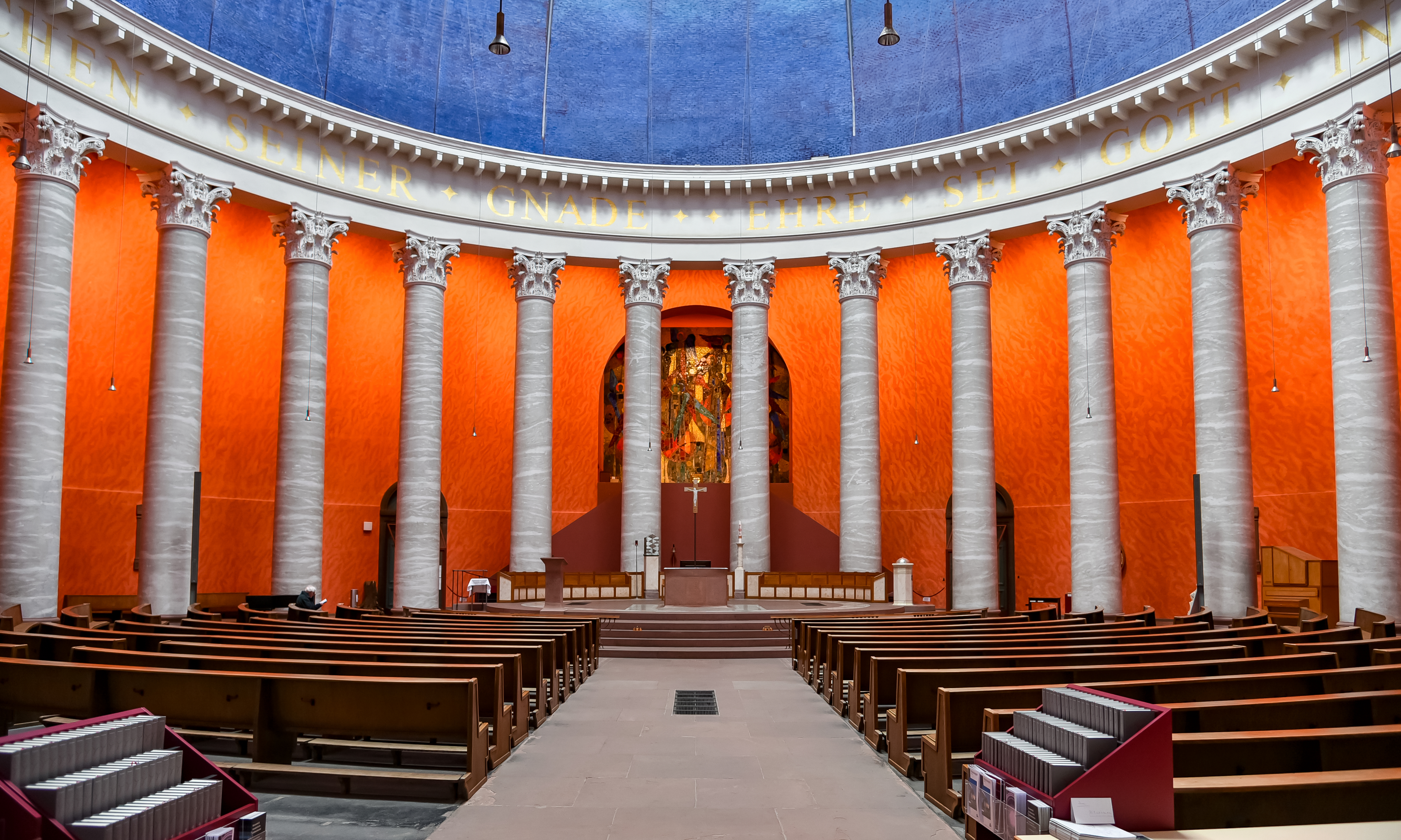
Innenansicht (2020)

St. Ludwig ist die katholische Hauptkirche von Darmstadt. Ihre markante Kuppel erhebt sich an exponierter Stelle oberhalb des Stadtzentrums am Ende der boulevardartigen Wilhelminenstraße. Im Volksmund wird die Ludwigskirche auch als Käseglocke bzw. „Kääsglock“ bezeichnet.
Zur Pfarrgemeinde gehören rund 5000 Katholiken (2015).

## Geschichte
Die Ludwigskirche entstand 1822 bis 1827 nach Plänen von Georg Moller als erste katholische Kirche der Landgrafschaft Hessen-Darmstadt seit der Reformation.
Durch die Säkularisation von Kurmainz 1803 bekam die protestantisch geprägte Landgrafschaft Hessen-Darmstadt Gebiete mit katholischer Bevölkerung zugeordnet, u. a. das Umland von Dieburg und Seligenstadt sowie Teile der Regionen Wetterau und Bergstraße. Mit Artikel 47 der Wiener Kongressakte erhielt das 1806 zum Großherzogtum erhobene Hessen-Darmstadt 1815/16 weitere Gebiete zugewiesen, unter anderem das Umland von Worms, Alzey, Bingen und Mainz, ein Gebiet, das als Provinz Rheinhessen bezeichnet wurde. Großherzog Ludwig I. beauftragte seinen Hofbaumeister Georg Moller mit dem Bau einer repräsentativen Kirche in Darmstadt. Das einem Pantheon entsprechenden Bauwerk sollte jenseits jeder konfessionellen Enge dem Geiste der Aufklärung und der religiösen Toleranz deo uno (dem einen Gott – so auch die Widmung über dem Portal bis 1944) geweiht sein. Den Bauplatz auf dem Riedeselberg in exponierter Lage und erhebliche Geldmittel stellte der Großherzog zur Verfügung.
Ein zentraler Kuppelbau kam aufgrund beschränkter finanzieller Mittel anstelle einer anfangs geplanten gewölbten Basilika, mit drei Säulengängen, erhöhtem Chor, zwei Türmen und gewölbter hoher Vorhalle zur Ausführung.
Fünf Jahre nach Baubeginn erfolgte am Sonntag, den 25. März 1827 unter Leitung des Priesters und Staatsrats Carl Joseph von Wrede die Benediktion der Ludwigskirche. Da der Mainzer Bischofsstuhl nicht besetzt war, konnte keine dem Bischof vorbehaltene Konsekration durchgeführt werden. Zu Ehren des Großherzogs wurde die Kirche nach dem heiligen Ludwig von Frankreich benannt. Das tempelartige und überdimensionierte Gotteshaus mit einer zunächst sehr minimalistischen, unvollständigen Innenausstattung wurde aber von der kleinen katholischen Gemeinde nicht akzeptiert. Hauptkritikpunkte an der Kirche waren die schlechte Akustik, Belüftung und Temperierung im Winter.
Die weitere Ausstattung spendete ab 1835 vor allem der dritte Sohn des Großherzogs  Prinz Friedrich, der 1808 zur katholischen Kirche konvertiert war. Außerdem unterstützte die älteste Tochter des Königs von Bayern Ludwig I. und spätere Großherzogin von Hessen  Mathilde die Kirchengemeinde. Der Widerspruch zwischen Mollerscher aufgeklärter Religionsauffassung und der katholischen Liturgieauffassung führte schon früh zu Um- und Einbauten. So hat die Kirche keinen abgetrennten Chorraum. Dies versuchte man anfangs durch die Höherlegung des Altars und Vorhänge zu kompensieren. Die ersten Veränderungen des Innenraums wurden 1834 durchgeführt. Im Jahr 1839 ließ die Gemeinde auf die Giebelspitze über dem Ziffernblatt und der Beschriftung „DEO“ ein goldenes Kreuz stellen und erstmals den Innenraum verputzen. 1841 bis 1843 folgten unter anderem der Einbau einer niedriger gestellten und den Gläubigen näher gerückten Kanzel mit Schalldeckel und einer Fürstenloge über dem Eingang anstelle eines Oratoriums im Chorbereich. 1853 wurde anstelle der ursprünglichen zwei Glocken ein Geläut mit vier Glocken angeschafft und 1884 über dem Hochaltar ein Bild gehängt, das Christus zeigte, der segnend seine Hände über den heiligen Ludwig und die heilige Elisabeth hält. In den Jahren 1864/65 wurde neben der Ludwigskirche das Neue Palais errichtet. Es wurde 1944 schwer beschädigt und 1955 abgerissen.
Im Jahr 1905 schenkte das Darmstädter Ehepaar Paul George der Pfarrkirche Kreuzwegstationen der Kölner Bildhauer Wilhelm Albermann und Franz Albermann. Eine umfangreiche Renovierung und Erneuerung der Grundausstattung wurde 1909/1910 unter Pfarrer Friedrich Elz nach Planungen des Darmstädter Architekten Georg Scherer durchgeführt. 1909 erfolgte der Einbau einer Dampfheizung. Die Holzverschalung der Kuppel, die Dachabdichtung und die Abdeckung mit Kupfer sowie Zink wurden erneuert, die Kuppelinnenseite ersatzweise mit einem Rabitzputzes versehen. Der Putz wurde plastisch mit Kassetten bemalt. Die zuvor mit Ölfarbe gestrichenen, 28 Säulen wurden mit Stuckmarmor verkleidet. Die umlaufende Wand erhielt einen blaugrauen Anstrich. Außerdem ließ die Gemeinde die Kirchenbänke austauschen, neue Beichtstühle aufstellen und eine elektrische Beleuchtung einbauen. Nach dem Abschluss der rund 120.000 Mark teuren Instandsetzungsarbeiten erfolgte am 6. Dezember 1910 unter Leitung des Mainzer Bischofs Georg Heinrich Maria Kirstein die Konsekration und Wiedereröffnung der Kirche.
In der Brandnacht vom 11./12. September 1944 wurde St. Ludwig bis auf die Außenmauern und den Säulengang zerstört.
1951 erfolgte eine Notüberdachung des Rundgangs und des Altars. Der Neuaufbau der Kuppel war 1955 fertiggestellt. In den Jahren 1975 bis 1977 wurden die zerstörten Kapitelle wiederaufgebaut, in den Jahren 1993 bis 1995 wurde die Kuppel neu eingedeckt und es erfolgte eine Außensanierung. Erst die Sanierung des Innen- und Altarraums der Jahre 2002 bis 2005 brachte den festlichen Glanz nach der klassizistischen Grundidee wieder zurück.

## Baubeschreibung
Als Vorbild für den klassizistischen Bau diente das Pantheon in Rom mit um ein Fünftel verminderten Gesamtmaßen. Der 35 Meter hohe Zentralbau besteht aus einem Zylinder mit 43,2 Meter Durchmesser mit einer Halbkugel als oberen Abschluss. Den Eingang betont eine Kolossalnische mit Tympanon. Der ursprünglich von Moller geplante Säulenportikus kam aus Kostengründen nicht zur Ausführung. Eine umlaufende Reihe Pilaster, auf hohem Sockel stehend, gliedert die Fassade, die nahezu vollständig ohne Öffnungen ist. Die Kapitelle der Pilaster tragen ein hohes, zweifach gegliedertes Gebälk, das in einem Rollwerkkonsolen-Kranz seinen oberen Abschluss findet.

### Kuppel

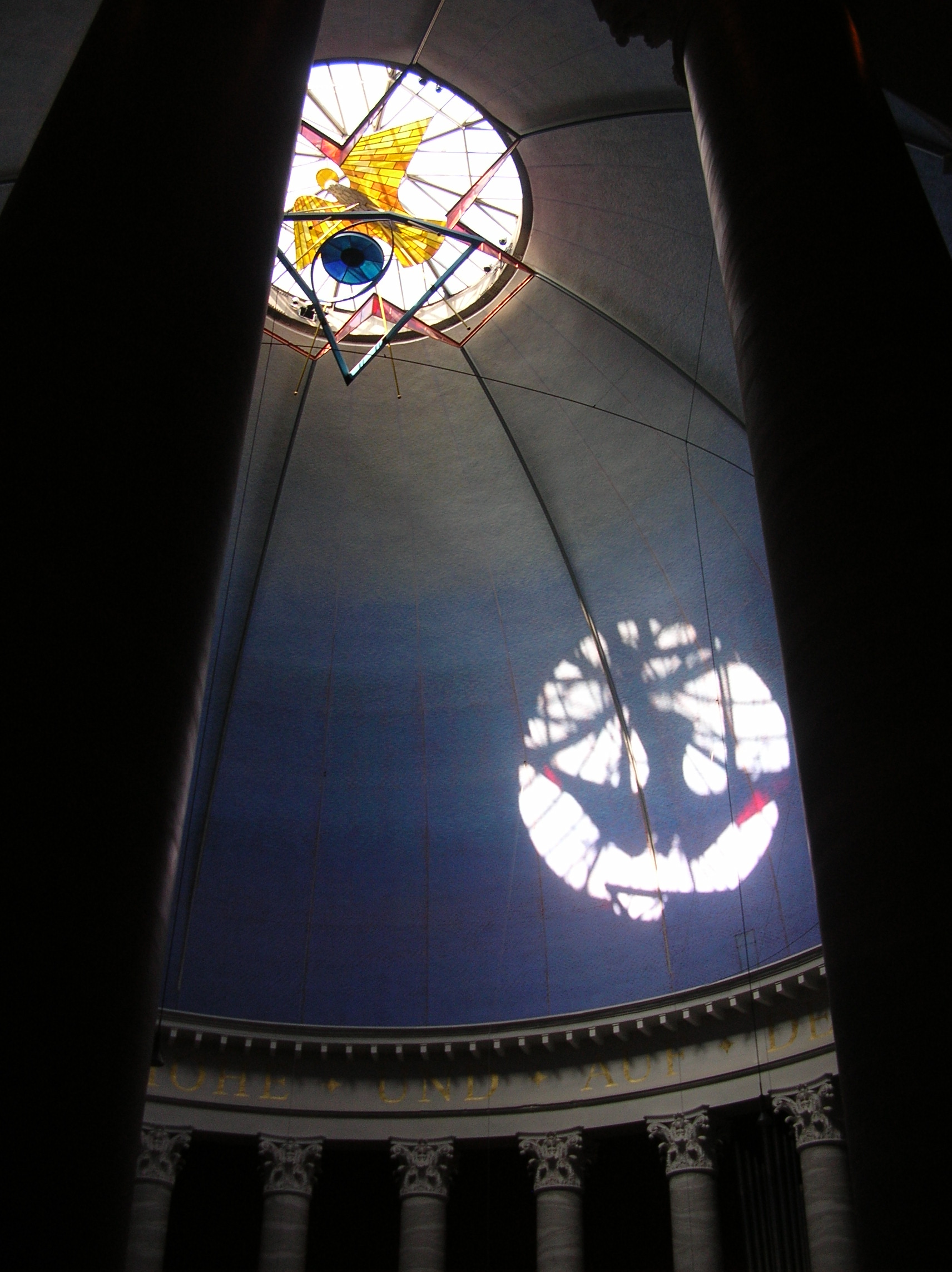
Blick zum Kuppelscheitel mit Dreifaltigkeitsfenster (2009)

Die Kuppel, die auf einem inneren Kranz von 28 gemauerten, mit Stuckmarmor verkleideten korinthischen Säulen ruht, hat einen Durchmesser von 33 Metern. Im Sinne von Johann Wolfgang von Goethe feiert man die Auferstehung des Herrn, denn sie sind selber auferstanden aus niedrigen Häuser dumpfen Gemächern und aus der Straßen quetschender Enge und gemäß Psalm 18,20 : Du führst mich hinaus in die Weite. Du machst meine Finsternis hell. Ursprünglich wurde im Jahre 1827 die Kuppel als Holzkonstruktion mit Kupfer- und Zinkeindeckung errichtet. Die Innenseite war mit Kassetten bemalt.
Mit 33,5 Meter Spannweite war es die größte Holzkuppel in Deutschland. Einfache und doppelte radiale Ringbalken aus Eichenholz nahmen die Ringdruck- und Zugkräfte der Kuppel auf und stellten das räumliche Tragverhalten sicher.
Beim Wiederaufbau im Jahre 1954 entschied sich die Gemeinde nach Plänen von Clemens Holzmeister aus Wien für eine Stahlkonstruktion mit Kupferblechbespannung. Das Pultdach über der Rotunde wurde durch ein Flachdach mit einer Attika ersetzt.

### Lichtöffnung (Opaion)
Ähnlich dem Opaion im römischen Pantheon fällt Tageslicht nur durch eine neun Meter weite, kreisrunde Öffnung im Kuppelscheitel ein, die hier mit einem Dreifaltigkeitsfenster von dem österreichischen Bildhauer Rudolf Hoflehner verglast ist, sie symbolisiert den erhellenden Einbruch des Göttlichen in die Welt. Mit der Plastik fließt das Blau des göttlichen Auges (Vater) mit dem Blau der Kuppel, das Rot des Kreuzes (Sohn) im Rot der Rotunde und das Gelb der Taube (Geist) mit dem oberen zulaufenden Feldern der Kuppel zusammen.

### Innenraum

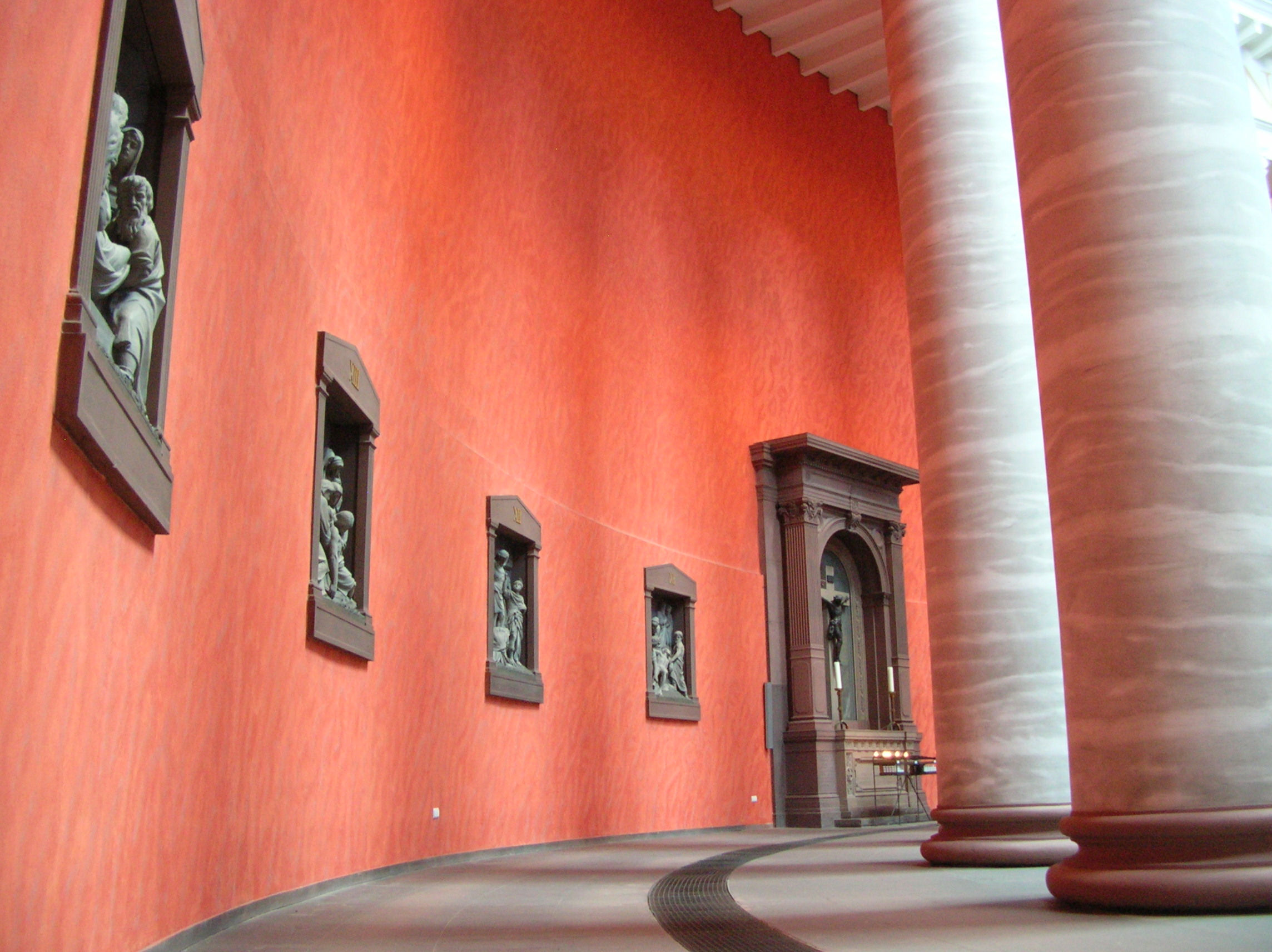
Umgang, Kreuzwegbilder (2009)

Das Innere ist auf den Hauptaltar mit seiner vier Meter langen Sandsteinplatte und auf das Engelsmosaik der Rückwand ausgerichtet. Beides sind Werke des späten 20. Jahrhunderts, das Mosaik von 1960 stammt von der Wiener Künstlerin Clarisse Schrack-Praun. Die farbliche Neufassung mit kräftigen Rot- und Blautönen von Kuppel und Wänden prägen seit 2005 den Raumeindruck.
Eindrucksvoll sind die im Jahre 1905 von den Brüdern Wilhelm Albermann und Franz Albermann gefertigten Plastiken aus französischem Sandstein der Kreuzwegstationen an der Außenwand. In einer visuellen Querachse des äußeren Umgangs befinden sich die Grabmäler der katholischen Mitglieder des Hauses Hessen-Darmstadt Großherzogin Mathilde († 1862) im rechten Halbrund und des Prinzen Friedrich von Hessen († 1867) gegenüberliegend auf der linken Seite. Am rechten Außenrund wurde im Jahre 1955 ein Marienbild des Wiener Professors Andreae installiert. Als letztes markantes Kunstwerk wurde im Jahre 2009 im Eingangsbereich ein Weihwasserbecken des Habitzheimer Kunstschlossers Schorsch Wolf installiert.

### Altarbereich
Im Jahre 2005 schuf der deutsche Bildhauer Elmar Hillebrand die neue Altarinsel, die von einer Kommunionbank umsäumt wird, deren Mensa auf einer jüdischen Menora (siebenarmiger Leuchter) ruht. Die Siebenzahl der sieben Sakramente ist auch auf der Rückseite des Chorgestühls dargestellt. Den Altar umgeben zwölf in den Marmorboden eingelassene Metallreliefsymbole, welche die zwölf Stämme Israels darstellen. Sie finden den Widerklang in den zwölf Quadern des Altars, in denen die Namen der zwölf Apostel eingemeißelt sind. Im Scheitelpunkt befindet sich das im Jahr 2007 geschaffene Kreuz der österreichischen Bildhauerin Annelie Kemer.

## Orgel

### Dietz-Orgel von 1823
Die erste Orgel mit 34 Registern stellte im Jahr 1823 Gottlieb Dietz (1767–1850) aus Zwingenberg/Bergstraße auf. Zu dieser Zeit war der Darmstädter Hoforganist Christian Heinrich Rinck als staatlicher Orgelsachverständiger im Großherzogtum Hessen-Darmstadt tätig. Er schloss am 14. Juli 1823 im Auftrag des Großherzogs den Orgelbauvertrag mit Dietz. Die Gestaltung des Orgelprospektes folgte Vorgaben des Architekten Georg Moller. Das Instrument stand zunächst über dem Haupteingang, wurde aber 1838 in die Nische über der Sakristei auf der gegenüberliegenden Seite der Kirche versetzt.

| I Hauptmanual C–g3 |                         |     |
| 1.                 | Quintatön               | 16′ |
| 2.                 | Principal               | 8′  |
| 3.                 | Bourdon                 | 8′  |
| 4.                 | Flöte (doppelt labiert) | 8′  |
| 5.                 | Hohl-Flöte              | 8′  |
| 6.                 | Salicional              | 8′  |
| 7.                 | Viola da Gamba          | 8′  |
| 8.                 | Octave                  | 4′  |
| 9.                 | Flöte                   | 4′  |
| 10.                | Salicional              | 4′  |
| 11.                | Gemshorn                | 4′  |
| 12.                | Quinte                  | 3′  |
| 13.                | Super-Oktav             | 2′  |
| 14.                | Mixtur IV               | 1′  |
| 15.                | Trompete Bass/Diskant   | 8′  |
| 16.                | Progressio harmonica    | 4′  |

| II Zweites Manual C–g3 |                       |       |
| 17.                    | Viol di Amour         | 8′    |
| 18.                    | Flöte                 | 8′    |
| 19.                    | Harmonica             | 8′    |
| 20.                    | Gamba                 | 8′    |
| 21.                    | Klein Gedackt         | 4′    |
| 22.                    | Spitz-Flöte           | 4′    |
| 23.                    | Viola de Gamba        | 4′    |
| 24.                    | Waldflöte             | 2′    |
| 25.                    | Super-Oktav           | 2′    |
| 26.                    | Sexquialter           | 1 ⁄2′ |
| 27.                    | Krumhorn Bass/Diskant | 8′    |

| Pedal C–d1 |               |     |
| 28.        | Violinbass    | 16′ |
| 29.        | Subbass       | 16′ |
| 30.        | Oktavbass     | 8′  |
| 31.        | Principalbass | 8′  |
| 32.        | Flöte         | 8′  |
| 33.        | Posaunenbass  | 16′ |
| 34.        | Clarinettbass | 8′  |

- Koppeln: Manualkoppel, Pedal an Hauptmanual (Ventilkoppel)
- Tremulant
- Ventilzug

1911 erfuhr die Orgel eine Veränderung durch die Firma Förster & Nicolaus, bei der im Hauptmanual die Mixtur auf 2 2⁄3′ umgestellt und im Pedal das Register Clarinettbass 8′ entfernt wurden. Weiter wurden im II. Manual die Register Waldflöte 2′, Super-Oktav 2′ und Krumhorn 8′ durch Piccolo 2′, Flageolet 2′ und Klarinette 8′ ersetzt und eine Aeoline 8′ ergänzt.
1917 mussten wie bei den meisten anderen Orgeln im damaligen Deutschen Reich die Prospektpfeifen für Rüstungszwecke abgeliefert werden. Sie wurden auch nach dem I. Weltkrieg nicht wieder ersetzt.
In der Brandnacht vom 11. auf den 12. September 1944 wurden Orgel und Kirche vollständig vernichtet.

### Förster & Nicolaus, 1955
Nach den Zerstörungen von 1944 schenkte die Stadt Darmstadt der Kirchengemeinde eine neue Orgel. Diese wurde 1955 durch die Firma Förster & Nicolaus Orgelbau auf der Empore über dem Hauptportal errichtet. Das Instrument besaß einen Freipfeifenprospekt sowie Kegelladen mit elektrischer Spiel- und Registertraktur auf zwei Manualen und Pedal.
Teile dieser Orgel wurden durch die Firma Förster & Nicolaus zu einer Hausorgel umgearbeitet, welche sich in Privatbesitz befindet (siehe auch Liste von Hausorgeln). 

| I Hauptwerk C–g3 |            |    |
| 1.               | Principal  | 8′ |
| 2.               | Rohrflöte  | 8′ |
| 3.               | Quintade   | 8′ |
| 4.               | Oktave     | 4′ |
| 5.               | Blockflöte | 2′ |
| 6.               | Mixtur IV  | 2′ |
| 7.               | Trompete   | 8′ |

| II Oberwerk C–g3 |                 |    |
| 8.               | Metallgedackt   | 8′ |
| 9.               | Salicional      | 8′ |
| 10.              | Principal       | 4′ |
| 11.              | Rohrflöte       | 4′ |
| 12.              | Spitzflöte      | 2′ |
| 13.              | Sifflet         | 1′ |
| 14.              | Sesquialtera II |    |
| 15.              | Krummhorn       | 8′ |
|                  | Tremulant       |    |

| Pedal C–f1 |                   |     |
| 16.        | Untersatz         | 16′ |
| 17.        | Oktavbass         | 8′  |
| 18.        | Rohrgedeckt       | 4′  |
| 19.        | Principal         | 2′  |
| 20.        | Liebliche Posaune | 16′ |

- Koppeln: I/P, II/P, II/I
- 2 freie Kombinationen
- Einzelzungenabsteller

### Winterhalter-Orgel von 2005

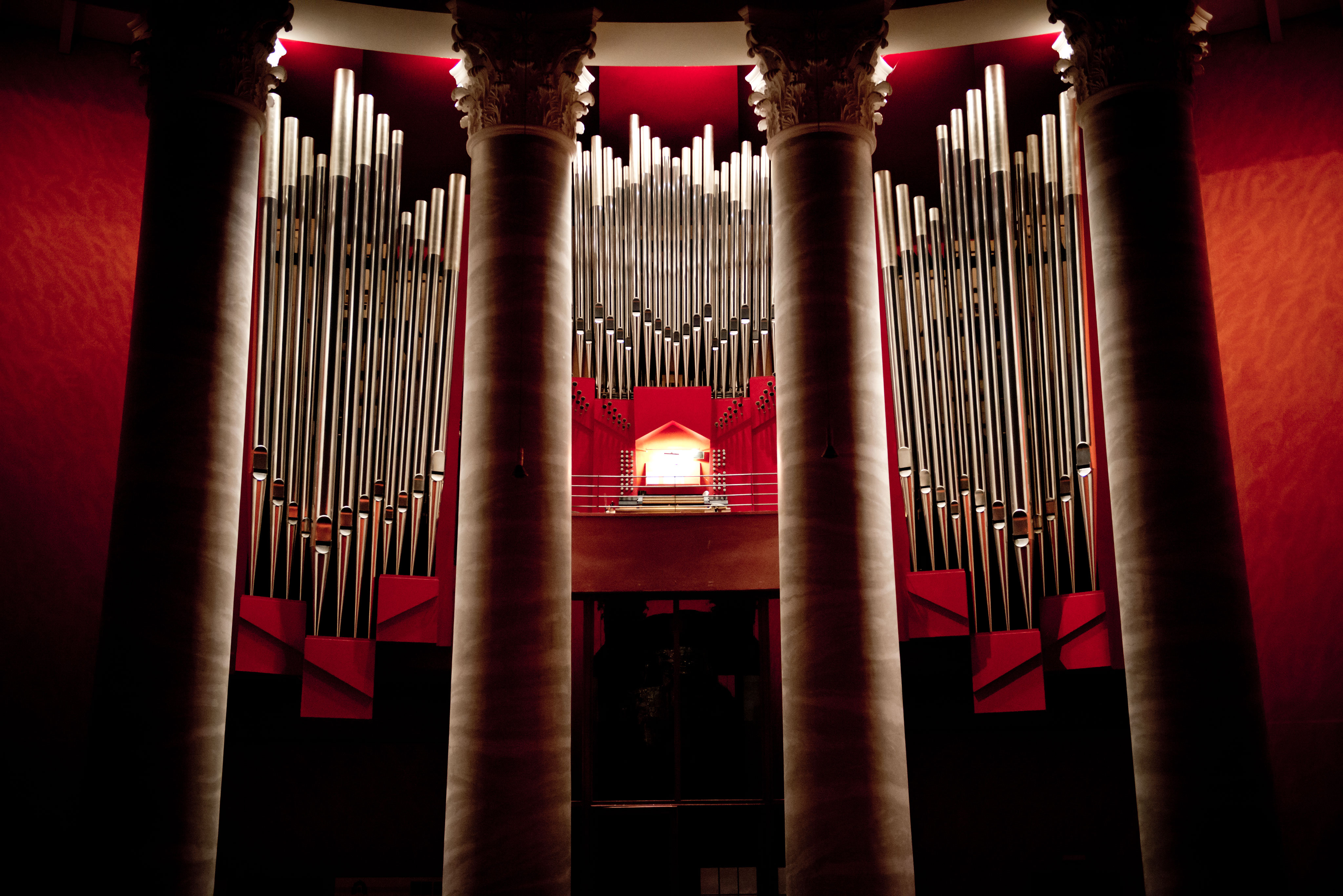
Orgelprospekt der Winterhalterorgel in St. Ludwig, Darmstadt

Eine neue Orgel mit 43 Registern wurde 2005 von der Orgelbaufirma Claudius Winterhalter (Oberharmersbach) im französisch-romantischen Stil gebaut. Sie erhielt am 17. September 2005 die Orgelweihe durch Weihbischof Werner Guballa.
| I Grand-Orgue C–a3 |                    |     |
| 01.                | Bourdon            | 16′ |
| 02.                | Montre             | 08′ |
| 03.                | Flûte harmonique   | 08′ |
| 04.                | Gambe              | 08′ |
| 05.                | Préstant           | 04′ |
| 06.                | Flûte creuse       | 04′ |
| 07.                | Doublette          | 02′ |
| 08.                | Fourniture IV/V    | 02′ |
| 09.                | Cornet V (ab g0)   | 08′ |
| 10.                | Bombarde           | 16′ |
| 11.                | Trompette          | 08′ |
| 12.                | Clairon en chamade | 04′ |

| II Positif C–a3 |                    |        |
| 13.             | Montre             | 8′     |
| 14.             | Salicional         | 8′     |
| 15.             | Cor de nuit        | 8′     |
| 16.             | Flûte allemande    | 8′     |
| 17.             | Préstant           | 4′     |
| 18.             | Flûte douce        | 4′     |
| 19.             | Nazard             | 2 ⁄3′  |
| 20.             | Quarte de Nazard 0 | 2′     |
| 21.             | Tierce             | 1 3⁄5′ |
| 22.             | Plein Jeu IV       | 1 ⁄3′  |
| 23.             | Cromorne           | 8′     |
|                 | Tremblant          |        |

| III Récit expressif C–a3 |                      |     |
| 24.                      | Quintaton            | 16′ |
| 25.                      | Diapason             | 08′ |
| 26.                      | Flûte traversière    | 08′ |
| 27.                      | Bourdon              | 08′ |
| 28.                      | Viole de Gambe       | 08′ |
| 29.                      | Voix céleste (ab c0) | 08′ |
| 30.                      | Flûte octaviante     | 04′ |
| 31.                      | Viole                | 04′ |
| 32.                      | Octavin              | 02′ |
| 33.                      | Trompette harmonique | 08′ |
| 34.                      | Basson-Hautbois      | 08′ |
| 35.                      | Clairon              | 04′ |
|                          | Tremblant            |     |

| Pédale C–g1 |               |     |
| 36.         | Bourdon       | 32′ |
| 37.         | Montre        | 16′ |
| 38.         | Soubasse      | 16′ |
| 39.         | Basse         | 08′ |
| 40.         | Violoncelle 0 | 08′ |
| 41.         | Flûte         | 04′ |
| 42.         | Bombarde      | 16′ |
| 43.         | Trompette     | 08′ |

- Koppeln:
  - Normalkoppeln: II/I, III/I, III/II, I/P, II/P, III/P
  - Suboktavkoppel: III/I
  - Superoktavkoppel: III/P
- Spielhilfe: 512-fache Setzeranlage